# 塞尔克勒
塞尔克勒（法語：Cercles，法語發音：[sɛʁkl] ⓘ）是法国多尔多涅省的一个旧市镇，属于佩里格区。2017年，塞尔克勒与市镇拉图尔布朗什合并为新市镇拉图尔布朗什-塞尔克勒。

## 地理
塞尔克勒（45°21'51"N, 0°27'42"E）面积15.07 平方千米，位于法国新阿基坦大区多爾多涅省，该省份为法国西南部内陆省份，是法國本土面积第三大的省，大致对应佩里戈尔地区，北起顺时针与夏朗德省、上维埃纳省、科雷兹省、洛特省、洛特-加龙省、吉倫特省和滨海夏朗德省接壤。
塞尔克勒的时区为UTC+01:00、UTC+02:00（夏令时）。

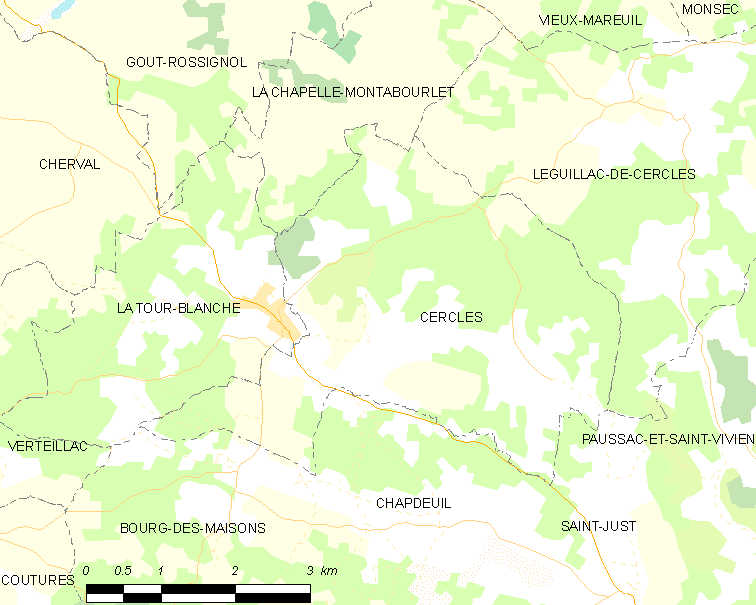
塞尔克勒的OSM定位图

## 行政
塞尔克勒的邮政编码为24320，INSEE市镇编码为24093。

## 政治
塞尔克勒所属的省级选区为里贝拉克县。

## 人口

1962-2008年间塞尔克勒人口变化图示

塞尔克勒于2018年1月1日时的人口数量为186人。